# Baloži
Baloži (ryska: Баложи) är en ort i Lettland.   Den ligger i kommunen Ķekavas Novads, i den centrala delen av landet, 8 km söder om huvudstaden Riga. Baloži ligger 18 meter över havet och antalet invånare är 3 854. Baloži fungerade från början som en by för arbetarna på en närbelägen torvfabrik, men fick 1991 stadsrättigheter. Efter en administrativ reform blev Baloži en del av Kekavas novads.
Terrängen runt Baloži är mycket platt. Runt Baloži är det ganska tätbefolkat, med 160 invånare per kvadratkilometer. Närmaste större samhälle är Riga, 7,8 km norr om Baloži. I omgivningarna runt Baloži växer i huvudsak blandskog.